# Liste der Bodendenkmäler in Buckenhof
Auf dieser Seite sind die Bodendenkmäler in der mittelfränkischen Gemeinde Buckenhof zusammengestellt. Diese Tabelle ist eine Teilliste der Liste der Bodendenkmäler in Bayern. Grundlage ist die Bayerische Denkmalliste, die auf Basis des Bayerischen Denkmalschutzgesetzes vom 1. Oktober 1973 erstmals erstellt wurde und seither durch das Bayerische Landesamt für Denkmalpflege geführt wird. Die folgenden Angaben ersetzen nicht die rechtsverbindliche Auskunft der Denkmalschutzbehörde.

## Bodendenkmäler in Buckenhof
| Lage                                                      | Objekt | Akten-Nr.     | Bild           |
| --------------------------------------------------------- | --- | ------------- | -------------- |
| Gräfenberger Straße 42; Gräfenberger Straße 44 (Standort) | Archäologische Befunde im Bereich des ehemaligen frühneuzeitlichen Schlosses in Buckenhof und seines spätmittelalterlichen Wasserburgvorgängerbaus. | D-5-6432-0185 | weitere Bilder |